# Gävle (Gemeinde)
Koordinaten: 60° 41′ N, 17° 9′ O

Gävle ist eine Gemeinde (schwedisch kommun) in der schwedischen Provinz Gävleborgs län und der historischen Provinz Gästrikland. Der Hauptort der Gemeinde ist Gävle.
Weitere Ortschaften sind Åbyggeby, Bergby, Björke, Forsbacka, Furuvik, Hamrångefjärden, Hedesunda, Norrsundet, Totra, Trödje, Valbo und weitere kleinere Dörfer. Durch die Gemeinde führen die Europastraße E4 und E16 sowie die Reichsstraßen 56 und 76 und vier Eisenbahnlinien, die in der Stadt Gävle zusammenkommen.

## Geographie
Die Gemeinde erstreckt sich als ein etwa 30 Kilometer breiter Küstenstreifen etwa 90 Kilometer entlang der Ostsee und weiter nach Süden in das Inland. Der Küste vorgelagert sind Schären.
In der Mitte der Gemeinde liegt die Stadt Gävle an der Mündung der Flüsse Gävleån und Testeboån in die Ostsee. 10 Kilometer südlich von Gävle liegt der Ort Furuvik an der Küste, der für seinen schon im Jahr 1900 gegründeten Tier- und Vergnügungspark Furuviksparken bekannt ist. Etwa 20 Kilometer westlich von Gävle an der E16 liegt der Industrieort Forsbacka, der im 16. Jahrhundert gegründet wurde. Die Eisenhütte aus dem 18. Jahrhundert ist heute ein Industriedenkmal.

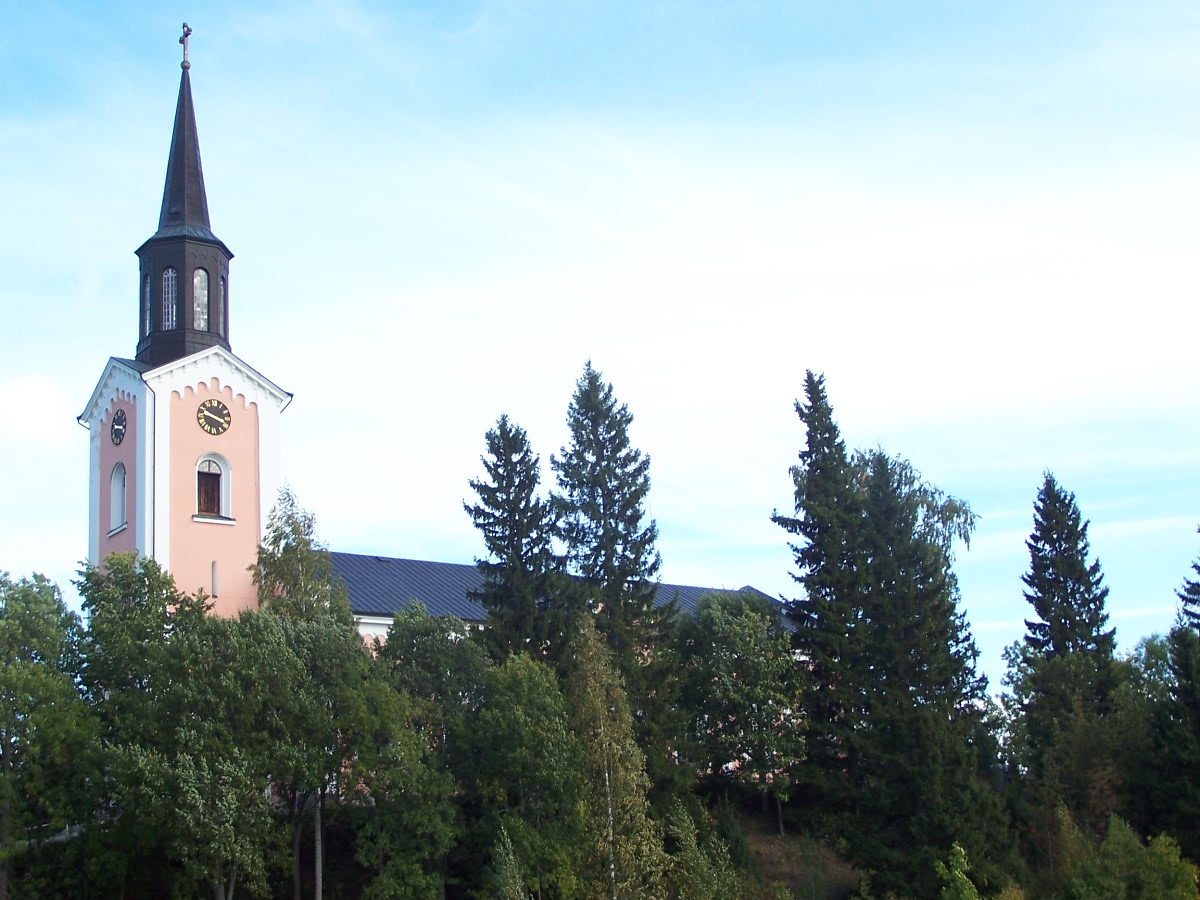
Kirche von Hamrånge

Etwa 40 Kilometer nördlich von Gävle liegt der Hamrångefjärden mit den Ortschaften Hamrångefjärden, Totra und Norrsundet. Das Eisenhüttenwerk in Vifors ganz in der Nähe wurde 1694 gegründet. Die heutige Bebauung mit einem Herrenhof im Rokoko, der Hammerschmiede und anderen Gebäuden stammt aus dem 18. Jahrhundert.
Etwa 50 Kilometer südlich von Gävle quert das Tal des Dalälven das Gemeindegebiet, der sich dort zu einer Reihe von Seen erweitert. Von Hedesunda, das an der Nordspitze des Hedesundafjärdens liegt, erstreckt sich die Landzunge Ön nach Süden in den Dalälven.

## Wirtschaft
Die Gemeinde Gävle ist eine Dienstleistungs- und Industriegemeinde. Gävle ist nicht nur Hauptort der Gemeinde, sondern auch Sitz der Provinzialverwaltung und mehrerer schwedischer Zentralämter. Im industriellen Bereich dominieren Produktionsgüterindustrie und holzverarbeitende Industrie, aber auch Lebensmittelindustrie (General Foods und Ahlgrens) spielt eine gewisse Rolle.

## Partnerstädte
- Álftanes,  Island
- Raumo,  Finnland
- Gjøvik,  Norwegen
- Næstved,  Dänemark
- Galva, Illinois,  Vereinigte Staaten
- Jūrmala –  Lettland

## Persönlichkeiten
- Bertil Löfberg (1923–1997), Politiker
- Lisa Andersson (* 1997), Freestyle-Skierin